# Кавкаске планине
43° 21′ 18″ N 42° 26′ 31″ E / 43.35500° С; 42.44194° И
Кавказ је планински ланац који раздваја Европу на северу од Азије на југу и Црно море на западу од Каспијског језера на истоку. Највиши врх целог система је Елбрус (5.642 m нмв), који је уједно и највиши врх Европе. Планински ланац Кавказа се дели на Велики и Мали Кавказ.
Велики Кавказ се простире од запада-северозапада до истока-југоистока, од Кавкаског природног резервата у близини Сочија, Русија на североисточној обали Црног мора до Бакуа, Азербејџан на Каспијском мору. Мали Кавказ лежи паралелно са Великим око 100 km 100 km (62 mi) јужно. Венац Великог и Малог Кавказа повезује Лихски ланац, а западно и источно од Ликијског ланца леже Колхидска равница и Курско-араксинска низија. Месхетски масив је део система Малог Кавказа. На југоистоку, река Аракс одваја Мали Кавказ од Талишких планина које се простиру на граници југоисточног Азербејџана и Ирана. Мали Кавказ и Јерменска висораван чине Закавкаско горје, које се на свом западном крају спаја са висоравни источне Анадолије на крајњем североистоку Турске. Планине у близини Сочија биле су домаћини дела Зимских олимпијских игара 2014.

## Геологија
Геолошки, планине Кавказа припадају систему појаса Алпида који се протеже од југоисточне Европе до Азије и сматра се границом између два континента. Планине Великог Кавказа се углавном састоје од стена креде и јуре са стенама палеозоика и прекамбријума у вишим пределима. Неке вулканске формације се налазе у целом опсегу. С друге стране, планине Малог Кавказа су формиране претежно од стена палеогена са много мањим делом стена из јуре и креде. Еволуција Кавказа је започела од касног тријаса до касне јуре током Кимеријске орогенезе на активној ивици океана Тетис, док је издизање Великог Кавказа датирано у миоцен током Алпске орогенезе.
Кавкаске планине су формиране углавном као резултат колизије тектонских плоча између Арабијске плоче која се кретала ка северу са Евроазијском плочом. Како је море Тетис било затворено и Арабијска плоча се сударила са Иранском плочом и гурнута је уз њу, и са кретањем Евроазијске плоче у смеру казаљке на сату према Иранској плочи и њиховим коначним сударом, Иранска плоча је притиснута уз Евроазијску плочу. Како се то догодило, читаве стене које су се депоноване у овом басену од јуре до миоцена биле су наборане и формирале су планине Великог Кавказа. Овај судар је такође изазвао издизање и кенозојске вулканске активности у планинама Малог Кавказа.
Цео регион је редовно изложен јаким земљотресима од ове активности. Док планине Великог Кавказа имају углавном наборану седиментну структуру, планине Малог Кавказа су углавном вулканског порекла.
Вулканска висораван Јавахети у Грузији и околни вулкански ланци који се протежу дубоко у централну Јерменију су неке од најмлађих карактеристика региона. Тек недавно је Кавказ био поприште интензивне вулканске активности: јерменско горје је било преплављено камено-алкалним базалтима и андезитима у плиоцену и највишим врховима Кавказа, Елбрусом и Казбеком, формираним као плеистоценско-плиоценски вулкани. Казбек више није активан, али Елбрус је еруптирао у постглацијалним временима и активност фумарола је регистрована у близини његовог врха. Савремена сеизмичка активност је истакнута карактеристика региона, одражавајући активне раседе и скраћивање коре. Кластери сеизмичности јављају се у Дагестану и у северној Јерменији. Многи разорни земљотреси су документовани у историјским временима, укључујући земљотрес у Спитаку у децембру 1988. који је уништио регион Гјумри-Ванадзор у Јерменији.

## Значајни врхови
Планина Елбрус, на 5.642 m (18.510 ft), у планинама Кавказа, понекад се наводи као највиши врх Европе. Планина Елбрус је 832 m (2.730 ft) виша од Мон Блана, највишег врха Алпа и Западне Европе са 4.810 m (15.780 ft). Међутим, постоје одређена техничка неслагања око тога да ли је Елбрус у Европи. Гребен Великог Кавказа се обично узима да дефинише вододелницу Великог Кавказа која означава континенталну границу између Азије и Европе за регион између Црног и Каспијског мора. Ова класификација би поставила планину Елбрус на спој са Азијом.